# Guillermo Martínez (volley-ball)
Pour les articles homonymes, voir Guillermo Martínez.
 (juillet 2023).
Guillermo Jorge Martinez est un joueur argentin de volleyball né le 18 janvier 1969 à Buenos Aires. Il mesure 1,93 m et jouait comme attaquant-réceptionneur. Il participe aux Jeux olympiques d’Atlanta (USA) avec l’Argentine en 1996, terminant à la huitième place, recevant ainsi le diplôme olympique. Il a joué une grande partie de sa carrière en Suisse, étant élu 3 années consécutives meilleur joueur de la Ligue[réf. nécessaire].

## Carrière

### Argentine
- Club Obras Sanitarias de la Nación (1983-1985)
- Club Ferrocarril Oeste (1985-1989)

### Suisse
- Lausanne Université Club (1990-1996)[1]

### Allemagne
- VFB Friedrichshafen (1996-1997)[2]

### Suisse
- C.S. Chênois Volleyball (1997-2000)[3]

### Europe
- 30 participations en Coupe d'Europe des Champions

## Titres

### Argentine
- Champion d'Argentine avec le Club Ferrocarril Oeste (1987 et 1989)
- Troisième place à la première Ligue nationale d'Argentine avec le Club Ferrocarril Oeste (1988)

### Allemagne
- Vice-Champion de la Bundesliga (1997)

### Suisse
LUC
- Champion Suisse 5 années consécutives (1991,1992,1993,1994,1995)
- Finaliste de la Coupe Suisse (1992 et 1994)
- Vainqueur de la Coupe Suisse (1995)
- Troisième place au Championnat Suisse (1996)

C.S. Chênois Volleyball
- Vice-Champion Suisse (1998 et 1999)
- Troisième place au Championnat Suisse (2000)

## Titres individuels
- Meilleur joueur du Championnat Suisse 3 années consécutives (1992, 1993 et 1994)[4]
- Deuxième meilleur joueur du Championnat Suisse (1995)
- Quatrième place au classement des meilleurs réceptionneurs du mondial junior (U21) en Grèce (1989)

## Sélection argentine
- Troisième place au Championnat Sudaméricain à Caracas, Venezuela (1985)
- Vice-Champion du Championnat Sudaméricain cadet (U18) à Arequipa, Pérou (1986)
- Dixième place à la Coupe du Monde junior (U21) en Grèce (1989)
- Troisième place aux Jeux Panaméricains de La Havane, Cuba (1991)
- Vice-Champion du Championnat Sudaméricain à San Pablo, Brésil (1991)
- Champion du Tournoi de qualification pour les Jeux Olympiques de Atlanta à Buenos Aires, Argentine (1996)
- Septième place à la Ligue mondiale (1996)
- Diplôme olympique aux Jeux Olympiques d'Atlanta, Etats-Unis en finissant à la huitième place (1996)[5]